# Campeonato Mundial de Pentatlón Moderno de 2010
El L Campeonato Mundial de Pentatlón Moderno se celebró en Chengdu (China) entre el 31 de agosto y el 6 de septiembre de 2010 bajo la organización de la Unión Internacional de Pentatlón Moderno (UIPM) y la Federación China de Pentatlón Moderno.
Las competiciones se realizaron en el Centro de Pentatlón Moderno de China, ubicado al sur de la ciudad china.

## Concurso masculino

### Individual
| Puesto | Atleta            | País     | ESG  | NAT  | HÍP  | COM  | Total |
| ------ | ----------------- | -------- | ---- | ---- | ---- | ---- | ----- |
| Oro    | Sergéi Kariakin   | Rusia    | 928  | 1312 | 1200 | 2376 | 5816  |
| Plata  | Alexandr Lesun    | Rusia    | 1000 | 1284 | 1120 | 2356 | 5760  |
| Bronce | Justinas Kinderis | Lituania | 880  | 1264 | 1180 | 2388 | 5712  |

### Equipos
| Puesto | País            | ESG  | NAT  | HÍP  | COM  | Total  |
| ------ | --------------- | ---- | ---- | ---- | ---- | ------ |
| Oro    | Lituania        | 2580 | 3784 | 3540 | 6884 | 16.778 |
| Plata  | República Checa | 2448 | 3776 | 3356 | 7028 | 16.608 |
| Bronce | Hungría         | 2448 | 3952 | 3284 | 6700 | 16.284 |

### Relevos
| Puesto | Atletas                                         | País          | ESG | NAT  | HÍP  | COM  | Total |
| ------ | ----------------------------------------------- | ------------- | --- | ---- | ---- | ---- | ----- |
| Oro    | Mijaíl Mitsyk Mijaíl Propkopenko Dzmitri Meliaj | Bielorrusia   | 920 | 1244 | 1080 | 2888 | 6132  |
| Plata  | Jung Hwonho Nam Dong-Hun Kim Soeng-Jin          | Corea del Sur | 780 | 1280 | 1120 | 2928 | 6108  |
| Bronce | Andréi Moiseyev Ilia Frolov Alexandr Lesun      | Rusia         | 890 | 1280 | 1040 | 2816 | 6026  |

## Concurso femenino

### Individual
| Puesto | Atleta          | País     | ESG  | NAT  | HÍP  | COM  | Total |
| ------ | --------------- | -------- | ---- | ---- | ---- | ---- | ----- |
| Oro    | Amélie Cazé     | Francia  | 1024 | 1212 | 1148 | 1960 | 5344  |
| Plata  | Donata Rimšaitė | Lituania | 904  | 1104 | 1140 | 2124 | 5272  |
| Bronce | Lena Schöneborn | Alemania | 952  | 1100 | 1180 | 1984 | 5216  |

### Equipos
| Puesto | País        | ESG  | NAT  | HÍP  | COM  | Total  |
| ------ | ----------- | ---- | ---- | ---- | ---- | ------ |
| Oro    | Francia     | 2520 | 3412 | 3508 | 5668 | 15.108 |
| Plata  | Reino Unido | 2424 | 3436 | 3288 | 5728 | 14.876 |
| Bronce | Alemania    | 2448 | 3324 | 3300 | 5760 | 14.832 |

### Relevos
| Puesto | Atletas                                                       | País    | ESG  | NAT  | HÍP  | COM  | Total |
| ------ | ------------------------------------------------------------- | ------- | ---- | ---- | ---- | ---- | ----- |
| Oro    | Polina Struchtkova Evdokia Grechishnikova Ekaterina Juraskina | Rusia   | 1126 | 1004 | 1140 | 2104 | 5374  |
| Plata  | Amélie Cazé Elfie Arnaud Elodie Clouvel                       | Francia | 838  | 1128 | 1100 | 2148 | 5214  |
| Bronce | Chen Qian Maio Yihua Zhang Ye                                 | China   | 874  | 924  | 1160 | 2208 | 5166  |

## Mixto por relevos
| Puesto | Atletas                                | País     | ESG | NAT  | HÍP  | COM  | Total |
| ------ | -------------------------------------- | -------- | --- | ---- | ---- | ---- | ----- |
| Oro    | Sylwia Czwojdzińska Remigiusz Golis    | Polonia  | 904 | 1348 | 1100 | 2308 | 5660  |
| Plata  | Viktoria Tereshchuk Pavlo Tymoshchenko | Ucrania  | 874 | 1372 | 1060 | 2316 | 5662  |
| Bronce | Donata Rimšaitė Justinas Kinderis      | Lituania | 874 | 1332 | 1068 | 2320 | 5594  |

## Medallero
| Núm. | País            | Oro | Plata | Bronce | Total |
| ---- | --------------- | --- | ----- | ------ | ----- |
| 1    | Rusia           | 2   | 1     | 1      | 4     |
| 2    | Francia         | 2   | 1     | 0      | 3     |
| 3    | Lituania        | 1   | 1     | 2      | 4     |
| 4    | Bielorrusia     | 1   | 0     | 0      | 1     |
|      | Polonia         | 1   | 0     | 0      | 1     |
| 6    | Corea del Sur   | 0   | 1     | 0      | 1     |
|      | Reino Unido     | 0   | 1     | 0      | 1     |
|      | República Checa | 0   | 1     | 0      | 1     |
|      | Ucrania         | 0   | 1     | 0      | 1     |
| 10   | Alemania        | 0   | 0     | 2      | 2     |
| 11   | China           | 0   | 0     | 1      | 1     |
|      | Hungría         | 0   | 0     | 1      | 1     |
|      | TOTAL           | 7   | 7     | 7      | 21    |